# 데이비드 솔로이
데이비드 솔로이(영어: David Szalay, 1974년 ~ )는 캐나다 태생의 영국 소설가이다. 몬트리올에서 태어나 영국에서 자랐다.